# Ciclismo nos Jogos Europeus de 2015 - Estrada contra o relógio masculino
A competição masculina contra relógio em estrada do ciclismo nos Jogos Europeus de 2015, em Baku, ocorreu no dia 18 de junho.

## Calendário
Horário de verão do Azerbaijão (UTC+5).
| Data        | Horário | Fase  |
| ----------- | ------- | ----- |
| 18 de junho | 13:00   | Final |

## Medalhistas
| Ouro   | BLR Vasil Kiryienka   |
| Prata  | NED Stef Clement      |
| Bronze | ESP Luis León Sánchez |

## Resultado
| Pos.              | Atleta                 | Nação                    | Tempo         |
| ----------------- | ---------------------- | ------------------------ | ------------- |
| Medalha de ouro   | Vasil Kiryienka        | BLR Bielorrússia         | 59' 36.03"    |
| Medalha de prata  | Stef Clement           | NED Países Baixos        | 1h 00' 46.08" |
| Medalha de bronze | Luis León Sánchez      | ESP Espanha              | 1h 01' 08.90" |
| 4                 | Andriy Hryvko          | UKR Ucrânia              | 1h 01' 22.63" |
| 5                 | Rasmus Quaade          | DEN Dinamarca            | 1h 01' 48.68" |
| 6                 | Anton Vorobyev         | RUS Rússia               | 1h 01' 54.48" |
| 7                 | Gatis Smukulis         | LAT Letônia              | 1h 01' 55.01" |
| 8                 | Ryan Mullen            | IRL Irlanda              | 1h 02' 17.86" |
| 9                 | Jesús Herrada          | ESP Espanha              | 1h 02' 27.67" |
| 10                | Kamil Gradek           | POL Polônia              | 1h 02' 39.41" |
| 11                | Manuele Boaro          | ITA Itália               | 1h 02' 41.12" |
| 12                | Ignatas Konovalovas    | LTU Lituânia             | 1h 02' 44.62" |
| 13                | Ilnur Zakarin          | RUS Rússia               | 1h 02' 50.56" |
| 14                | Mateusz Taciak         | POL Polônia              | 1h 03' 07.28" |
| 15                | Maxime Bouet           | FRA França               | 1h 03' 15.93" |
| 16                | Dario Cataldo          | ITA Itália               | 1h 03' 17.25" |
| 17                | Reidar Borgersen       | NOR Noruega              | 1h 03' 32.05" |
| 18                | Andriy Vasylyuk        | UKR Ucrânia              | 1h 03' 49.33" |
| 19                | Rafael Reis            | POR Portugal             | 1h 04' 06.74" |
| 20                | Jan Tratnik            | SLO Eslovênia            | 1h 04' 43.83" |
| 21                | Alex Kirsch            | LUX Luxemburgo           | 1h 04' 44.51" |
| 22                | Daniel Turek           | CZE Chéquia              | 1h 04' 46.28" |
| 23                | Andreas Hofer          | AUT Áustria              | 1h 04' 48.51" |
| 24                | Bruno Maltar           | CRO Croácia              | 1h 05' 12.20" |
| 25                | Alexis Gougeard        | FRA França               | 1h 05' 21.52" |
| 26                | Martin Kohler          | SUI Suíça                | 1h 05' 23.81" |
| 27                | Nikolay Mihaylov       | BUL Bulgária             | 1h 05' 43.67" |
| 28                | Samuel Pökälä          | FIN Finlândia            | 1h 06' 16.97" |
| 29                | Eugert Zhupa           | ALB Albânia              | 1h 06' 26.84" |
| 30                | Sergiu Cioban          | MDA Moldávia             | 1h 07' 14.12" |
| 31                | Josef Černý            | CZE Chéquia              | 1h 07' 28.61" |
| 32                | David Albós            | AND Andorra              | 1h 07' 45.73" |
| 33                | Andrei Nechita         | ROM Romênia              | 1h 07' 55.15" |
| 34                | Gabor Kasa             | SRB Sérvia               | 1h 08' 55.55" |
| 35                | Polychronis Tzortzakis | GRE Grécia               | 1h 09' 24.51" |
| 36                | Ahmet Örken            | TUR Turquia              | 1h 10' 14.44" |
| 37                | Anthony Turgis         | FRA França               | 1h 10' 15.51" |
| 38                | Giorgi Nareklishvili   | GEO Geórgia              | 1h 11' 35.06" |
| 39                | Mujo Kurtović          | BIH Bósnia e Herzegovina | 1h 18' 55.78" |
|                   | Elchin Asadov          | AZE Azerbaijão           | DNF           |
|                   | Risto Raid             | EST Estônia              | DNS           |
| Fonte: Baku 2015  |                        |                          |               |